# Marie-Paule Alluard
Pour les articles homonymes, voir Alluard.
 (octobre 2018).
Si vous disposez d'ouvrages ou d'articles de référence ou si vous connaissez des sites web de qualité traitant du thème abordé ici, merci de compléter l'article en donnant les références utiles à sa vérifiabilité et en les liant à la section « Notes et références ».
Marie-Paule Alluard est une coloriste de bande dessinée.

## Publications

### Séries réalisées
- Noël et Marie, scénario de Jean Ollivier et François Corteggiani, dessin de Jean-Yves Mitton, Éd. Messidor/La Farandole, 1989
- Névé, dessinateur Emmanuel Lepage, scénario Dieter, éd. Glénat, 1991-1997
- Trent, dessinateur Leo, scénariste Rodolphe, éd. Dargaud, 1991-2000
- Les Maîtres de l'orge, dessinateur Francis Vallès, scénario Jean Van Hamme, éd. Glénat, 1992-1999
- Largo Winch, dessinateur Philippe Francq, scénario Jean Van Hamme, éd. Dupuis, 1995-2008
- Dixie Road, dessinateur Hugues Labiano, scénariste Jean Dufaux, éd. Dargaud, 1997-2001
- Gothic, dessinateur Marcelé, scénariste Rodolphe, éd. Delcourt, 2001-2002
- Tosca, dessinateur Francis Vallès, scénario Stephen Desberg, éd. Glénat, 2001-2003
- Rafales, dessinateur Francis Vallès, scénario Stephen Desberg, éd. Le Lombard, 2005-2008
- Bunker, dessinateur Christophe Bec et Nicola Genzianella, scénario Christophe Bec et Stéphane Betbeder, éd. Dupuis, 2006-2012
- Pandemonium tome 1, Les Collines de Waverly, dessinateur Stefano Raffaele, scénario Christophe Bec, éd. Les Humanoïdes Associés, 2007
- Indicible, dessinateur Francisco Ruizgé, scénario Patrick Renault, éd. Soleil Productions, 2013

### Autres ouvrages
- Conseil de pro, la couleur traditionnelle: Les couleurs traditionnelles de Marie-Paule Alluard, propos recueillis par Vincent Henry, Calliope no 3 octobre-novembre 2002